# پیر احمد کندی
پیر اَحمَد کَندی روستایی مرزی در ۱۰ کیلومتری شهر آواجیق،۵۲ کیلومتری شهرستان چالدران و ۴۵ کیلومتری منطقه آزاد تجاری ماکو واقع شده است.
این روستا از نظر جغرافیایی، غربی‌ترین روستای ایران است. برای وضعیت رؤیت‌پذیری هلال ماه در ایران طی ماه رمضان به وضعیت رؤیت ماه در این روستا نیز توجه می‌شود.مردم این روستا از قوم آیروملو هستند و به زبان ترکی آذربایجانی صحبت می‌کنند. مذهب اهالی شیعه است.
گورستان تاریخی که مربوط به دوره ساسانیان است و قدمتی ۲۸۰۰ ساله دارد،در کوهی به نام آغداش در روستای پیر احمد کندی واقع شده است و از آثار قدیمی این روستا است.
تالابی نیز به نام تالاب پیر احمد کندی (قازلی گؤلو) در نزدیکی همین روستا وجود دارد که در آن پرندگان زیادی از جمله درنا، آنقوت، عقاب آسیایی، شاهین و ... زندگی می کنند که برخی از آنها در فصل سرما کوچ میکنند. سنجاب پیر احمد، حیوان بومی این منطقه است که از سالیان گذشته به این مکان آمده و زندگی کرده و بومی این منطقه شده است. طبیعت بکر و چشمه‌های فراوان و دشتها و کوههای سربه فلک کشیده در دامنه آرارات و دامنه تنورک(تَندَرَک) از مشخصه‌های بارز این منطقه به‌شمار می‌رود . جمعیت این روستا در آخرین سرشماری،۲۱۰ نفر و ۳۹ خانوار اعلام شده است